# Marmersalamander
De marmersalamander (Triturus marmoratus) is een watersalamander uit de familie echte salamanders (Salamandridae). De soort werd voor het eerst wetenschappelijk beschreven door Pierre André Latreille in 1800. Oorspronkelijk werd de wetenschappelijke naam Salamandra marmorata gebruikt.
De soort moet niet verward worden met de gemarmerde salamander (Ambystoma opacum), maar deze laatste soort is een landsalamander en dat is duidelijk te zien aan het rondere lichaam.

## Uiterlijke kenmerken
De marmersalamander kan tot 15 centimeter lang worden en is een van de grotere soorten uit het geslacht Triturus. Het lichaam heeft een bruinzwarte basiskleur met vrijwel altijd licht- tot olijfgroene vlekken, meestal in een bandenpatroon over de rug en staart maar ook lengtrestrepen zijn mogelijk. Ook op de staart en poten en bij de mannetjes op de kam zitten vlekken en bij de juvenielen en volwassenen zit een gele tot oranje dunne streep op de rug, evenals salamanders in de paartijd. Dan krijgen de mannetjes een vrij hoge kam en wat fellere buikkleuren zoals geel tot oranje, normaal gesproken is de buik witgrijs.

## Algemeen
Op het menu staan kleine insecten en andere diertjes die de salamander aankan zoals wormen die meestal op het land bejaagd worden, want deze soort is niet sterk aan water gebonden. De marmersalamander komt voor in Frankrijk, Spanje en Portugal. De soort is populair in terraria omdat het dier zich erg gemakkelijk voortplant, maar omdat de salamander zeldzamer wordt is de salamander beschermd en mag niet meer gevangen worden. Ook staat deze soort bekend als zeer regeneratief; als een poot, de staart of zelfs een oog of de kaak wordt afgebeten, groeit deze na enige tijd weer volledig aan.

## Verspreiding en habitat
Het verspreidingsgebied van de marmersalamander overlapt het gebied van de kamsalamander (Triturus cristatus) en in deze gebieden zijn kruisingen bekend van de 2 soorten. De kruising werd eerst aanzien als een soort apart en werd Triturus blasii genoemd. Na onderzoek bleek echter dat het om een kruising ging (hybride).